# Antwerpsestraat 56 (Bergen op Zoom)
Het pand aan de Antwerpsestraat 56 te Bergen op Zoom is een van oorsprong café-restaurant met bovenwoningen gebouwd naar een ontwerp van F.C. Rampart in de stijl van de Amsterdamse School. Het twee- en deels drielaagse hoekpand heeft een V-vormige plattegrond, die de straathoek volgt. Het werd gebouwd in 1930 in opdracht van bierbrouwerij d'Oranjeboom.